# Warwick (New York)
Warwick è una cittadina statunitense sita nello stato di New York, nella Contea di Orange. Essa comprende anche l'omonimo villaggio, ed anche altri village.
Essa è sede della fiera annuale chiamata Applefest.

## Storia
La zona è stata così denominata fin dal XVIII secolo ma la cittadina nacque ufficialmente nel 1788. Durante la guerra d'indipendenza americana Warwick ospitava un acquartieramento dell'Esercito continentale americano. La barriera in catene di ferro dell'Hudson River Chain fu forgiata dalla Stirling Iron Works in Warwick, e serviva ad impedire alle navi britanniche di risalire il fiume Hudson. Nel 1783, George Washington passò da Warwick, fermandosi alla Taverna di Baird e passò la notte presso il cittadino di Warwick, John Hathorn. Warwick si trova accanto ad una linea ferroviaria per il trasporto merci, come altri numerose comuni vicini, che ha molto contribuito allo sviluppo della zona.

## Warwick in letteratura
Lo scrittore e naturalista del XIX secolo, Henry William Herbert, rese popolare la zona con il suo libro, The Warwick Woodlands, scritto sotto lo pseudonimo di Frank Forrester.